# Sileshi Sihine
Sileshi Sihine, né le 29 janvier 1983 à Sheno (Éthiopie), est un athlète éthiopien, spécialiste des courses de fond (5 000 et 10 000 mètres). Il a terminé à quatre reprises à la 2e place des grands rendez-vous olympiques et mondiaux entre 2004 et 2008 sur 10 000 mètres, barré à chaque fois par Kenenisa Bekele.

## Palmarès

### Jeux olympiques
- Jeux olympiques d'été de 2004 à Athènes ( Grèce)
  -  Médaille d'argent du 10 000 m aux  avec un temps de 27 min 09 s 39

### Championnats du monde d'athlétisme
- Championnats du monde d'athlétisme de 2003 à Paris ( France)
  -  Médaille de bronze du 10 000 m avec un temps de 27 min 01 s 44
- Championnats du monde d'athlétisme de 2005 à Helsinki ( Finlande)
  -  Médaille d'argent du 5 000 m avec un temps de 13 min 13 s 04
  -  Médaille d'argent du 10 000 m avec un temps de 27 min 08 s 87
- Championnats du monde d'athlétisme de 2007 à Osaka ( Japon)
  -  Médaille d'argent du 10 000 m avec un temps de 27 min 09 s 03
- Championnats du monde d'athlétisme de 2011 à Daegu ( Corée du Sud)
  - 7e du 10 000 m avec un temps de 26 min 52 s 84

### Championnats du monde junior d'athlétisme
- Championnats du monde junior d'athlétisme de 2002 à Kingston ( Jamaïque)
  -  Médaille d'argent sur 10 000 m